# Sanremese Calcio 1984-1985
Questa pagina raccoglie le informazioni riguardanti la Sanremese Calcio nelle competizioni ufficiali della stagione 1984-1985.

## Divise e sponsor
| 1ª divisa | 2ª divisa |

## Rosa
| N. |                   | Ruolo | Calciatore        |
| -- | ----------------- | ----- | ----------------- |
|    | Italia (bandiera) | D     | Osvaldo Arecco    |
|    | Italia (bandiera) | D     | Nicola Aurisano   |
|    | Italia (bandiera) | C     | Dario Bergamo     |
|    | Italia (bandiera) | C     | Ezio Blangero     |
|    | Italia (bandiera) | P     | Stefano Bobbo     |
|    | Italia (bandiera) | P     | Sergio Cannarozzi |
|    | Italia (bandiera) | D     | Luigi Cichero     |
|    | Italia (bandiera) | A     | Antonino Fazio    |
|    | Italia (bandiera) | A     | Fabrizio Gatti    |
|    | Italia (bandiera) | D     | Lino Giusto       |
|    | Italia (bandiera) | D     | Luigi Gualco      |
|    | Italia (bandiera) | C     | Vincenzo Iozza    |

| N. |                   | Ruolo | Calciatore        |
| -- | ----------------- | ----- | ----------------- |
|    | Italia (bandiera) | D     | Marco Lancetti    |
|    | Italia (bandiera) | C     | Marco Losio       |
|    | Italia (bandiera) |       | Moretto           |
|    | Italia (bandiera) | D     | Roberto Mucci     |
|    | Italia (bandiera) | A     | Amerigo Paradiso  |
|    | Italia (bandiera) | A     | Gianluigi Picco   |
|    | Italia (bandiera) | A     | Salvatore Profumo |
|    | Italia (bandiera) | C     | Luigi Rocca       |
|    | Italia (bandiera) | D     | Fabio Sala        |
|    | Italia (bandiera) | A     | Renato Tramontano |
|    | Italia (bandiera) | C     | Ivano Zanoli      |

## Risultati

### Campionato

#### Girone di andata
| 23 settembre 1984 1ª giornata | Livorno | 1 – 1 | Sanremese |  |

| 30 settembre 1984 2ª giornata | Sanremese | 0 – 3 | Rimini |  |

| 7 ottobre 1984 3ª giornata | Asti TSC | 2 – 1 | Sanremese |  |

| 14 ottobre 1984 4ª giornata | Sanremese | 2 – 2 | Brescia |  |

| 21 ottobre 1984 5ª giornata | Legnano | 2 – 0 | Sanremese |  |

| 28 ottobre 1984 6ª giornata | Sanremese | 1 – 1 | Jesi |  |

| 1º novembre 1984 7ª giornata | Pistoiese | 0 – 0 | Sanremese |  |

| 11 novembre 1984 8ª giornata | Sanremese | 1 – 1 | Rondinella |  |

| 18 novembre 1984 9ª giornata | Sanremese | 3 – 0 | Carrarese |  |

| 25 novembre 1984 10ª giornata | Lanerossi Vicenza | 0 – 0 | Sanremese |  |

| 2 dicembre 1984 11ª giornata | Sanremese | 0 – 0 | Pavia |  |

| 9 dicembre 1984 12ª giornata | Piacenza | 1 – 0 | Sanremese |  |

| 16 dicembre 1984 13ª giornata | Modena | 2 – 0 | Sanremese |  |

| 23 dicembre 1984 14ª giornata | Sanremese | 1 – 0 | Treviso |  |

| 6 gennaio 1985 15ª giornata | Ancona | 0 – 0 | Sanremese |  |

| 13 gennaio 1985 16ª giornata | Sanremese | 1 – 1 | SPAL |  |

| 20 gennaio 1985 17ª giornata | Reggiana | 1 – 1 | Sanremese |  |

#### Girone di ritorno
| 3 febbraio 1985 18ª giornata | Sanremese | 0 – 0 | Livorno |  |

| 10 febbraio 1985 19ª giornata | Rimini | 0 – 0 | Sanremese |  |

| 17 febbraio 1985 20ª giornata | Sanremese | 1 – 0 | Asti TSC |  |

| 24 febbraio 1985 21ª giornata | Brescia | 2 – 0 | Sanremese |  |

| 3 marzo 1985 22ª giornata | Sanremese | 1 – 1 | Legnano |  |

| 10 marzo 1985 23ª giornata | Jesi | 1 – 1 | Sanremese |  |

| 17 marzo 1985 24ª giornata | Sanremese | 2 – 0 | Pistoiese |  |

| 24 marzo 1985 25ª giornata | Rondinella | 5 – 2 | Sanremese |  |

| 6 aprile 1985 26ª giornata | Carrarese | 0 – 0 | Sanremese |  |

| 14 aprile 1985 27ª giornata | Sanremese | 0 – 0 | Lanerossi Vicenza |  |

| 21 aprile 1985 28ª giornata | Pavia | 2 – 0 | Sanremese |  |

| 5 maggio 1985 29ª giornata | Sanremese | 1 – 1 | Piacenza |  |

| 12 maggio 1985 30ª giornata | Sanremese | 1 – 1 | Modena |  |

| 19 maggio 1985 31ª giornata | Treviso | 0 – 1 | Sanremese |  |

| 26 maggio 1985 32ª giornata | Sanremese | 0 – 0 | Ancona |  |

| 2 giugno 1985 33ª giornata | SPAL | 2 – 2 | Sanremese |  |

| 9 giugno 1985 34ª giornata | Sanremese | 1 – 0 | Reggiana |  |